# Dreiländerspitze
De Dreiländerspitze is met zijn 3197 meter hoogte een van de hogere bergen van de Silvretta. De bergtop dankt zijn naam aan het feit dat de grenzen van de Oostenrijkse deelstaten Tirol en Vorarlberg en het Zwitserse kanton Graubünden op de top samenkomen.
De top is vanaf de Bielerhöhe makkelijk bereikbaar en binnen een dag te beklimmen.

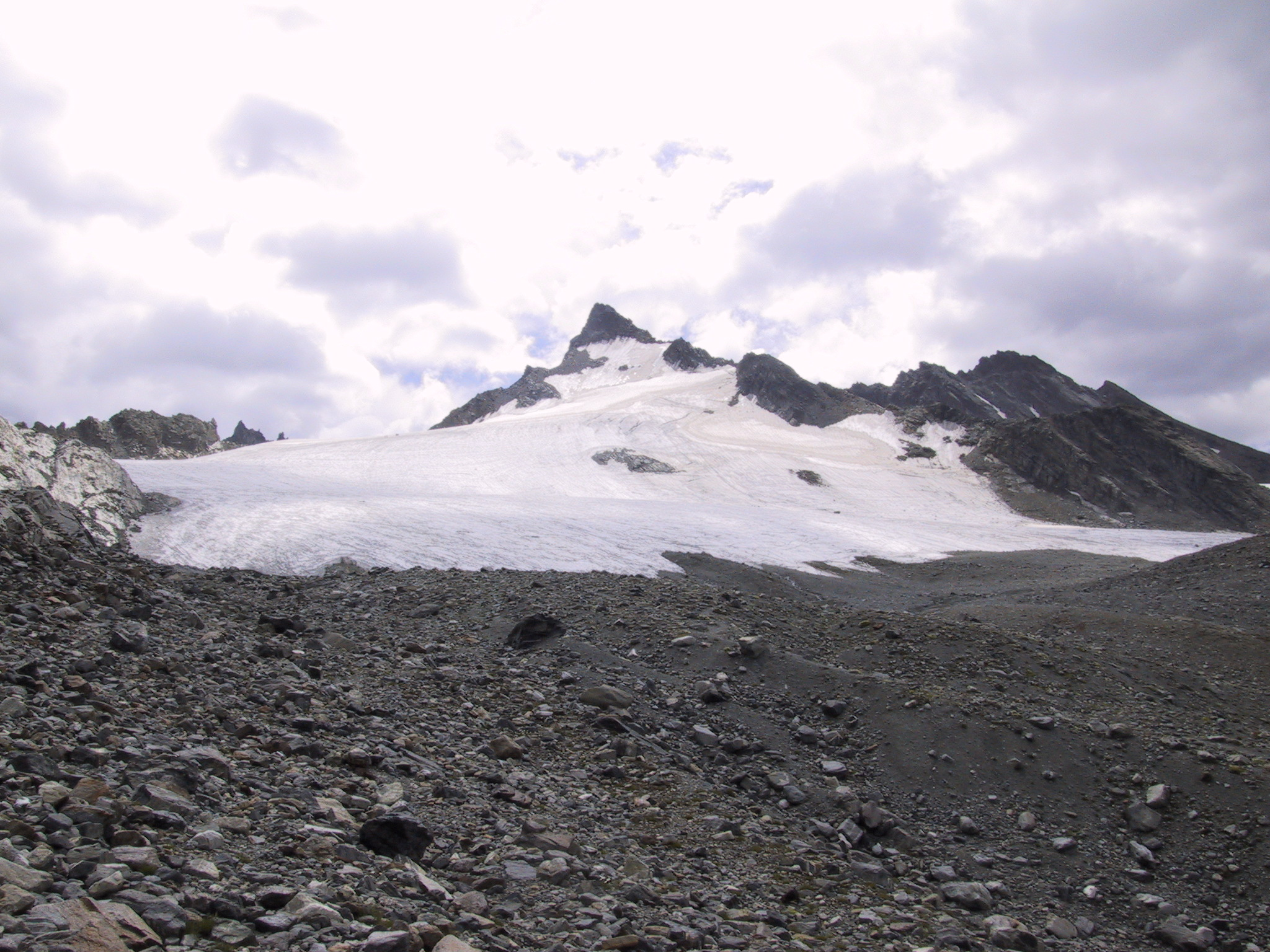
Dreiländerspitze met op de voorgrond de Vermuntgletsjer